# Bröderna Hughes
Albert och Allen Hughes, födda 1 mars 1972 i Detroit, är två amerikanska filmregissörer, filmproducenter och manusförfattare. Bröderna, som är tvillingar, har tillsammans regisserat filmer som From Hell (2001) och The Book of Eli (2010).